# Rajmunda
Rajmunda – imię żeńskie pochodzenia germańskiego. Zostało ono utworzone jako żeński odpowiednik męskiego imienia Rajmund, składającego się z elementów znaczących pierwotnie „rada, zebranie” oraz „opieka, ochrona”.
Rajmunda pozostaje imieniem rzadkim. W 2001 roku nosiło je 195 Polek, przy czym od lat 70. XX wieku imię to nie było nadawane. W styczniu 2024 w rejestrze PESEL odnotowano 98 kobiet o imieniu Rajmunda nadanym jako pierwsze i 55 kobiet z imieniem nadanym jako drugie.
Rajmunda imieniny obchodzi 7 stycznia, 23 stycznia i 31 sierpnia.

## Odpowiedniki w innych językach
- angielski: Raymonde, Raymonda
- białoruski: Раймонда
- bułgarski: Раймунда
- francuski: Raymonde
- hiszpański: Ramona, Raimunda[6]
- litewski: Raimunda
- łacina: Raymunda
- niemiecki: Raimunde, Reimunde
- rosyjski: Раймонда
- ukraiński: Раймонда
- węgierski: Rajmunda
- włoski: Raimonda